# لورد (فرنسا)
لوردز (بالفرنسية: Lourdes)‏ هي مدينة فرنسية تقع في الجهة الجنوبية الغربية قرب الحدود الفرنسية الإسبانية وتتبع دائرة أوتي بيرنيز، وهي بجانب تلال بيرنيز يبلغ عدد سكانها 17,000 نسمة وتشتهر بكونها مزارا للرومان الكاثوليك. منذ ظهورات لورد عام 1858، يستقبل كل عام 6 ملايين حاج أو زائر من جميع أنحاء العالم وفقًا للأمانة العامة للحج من بينهم حوالي 60 000 مريض ومعوق على امل حدوث معجزة، بشفائهم من امراض عضوية. وهي رابع مكان يتردد عليه الحج الكاثوليكي بعد الفاتيكان، وكنيسة سيدة غوادالوبي في مكسيكو سيتي وكنيسة سيدة أباريسيدا في البرازيل.
كما يسبح الكثيرون في مياه نبع الكهف المقدسة لنفس الغرض، أي الشفاء من الامراض العضوية ويترك بعض الناس الدعامات التي كانت تسندهم هناك دليلا ماديا على شفائهم.
ويأتي الزوار إلى المزار طوال العام ولكن الكثيرين من الرومان الكاثوليك الفرنسيين يزورون لوردز لاقامة طقوسهم في 20 أغسطس من كل عام.
وافتتح عام 1858 م كنيسة البازيليقا للقديس بيوس العاشر بلوردز، وهي من أكبر الكنائس الرومانية الكاثوليكية في العالم.
الأولى هي كنيسة القديس بطرس في مدينة الفاتيكان، والتي يمكن ان تسع اعدادا أكبر.
مع قاعدة فندقية تضم أكثر من 12000 غرفة وما يقرب من 22200 سرير لـ 144 فندقًا (لإجمالي 14361 ساكنًا في عام 2020)، تعد لورد ثاني مدينة فندقية في فرنسا بعد باريس، لكنها الثالثة من حيث عدد الفنادق بعد نيس، والرابعة في عدد الغرف بعد 15000 في ليون عاصمة الغال.

## جغرافيا
تتكون بلدية لورد من منطقتين منفصلتين تتباعدان حوالي 300 متر داخل أراضي بلدية بويفيري وذلك على مستوى المكان المسمى أرتيغو: إلى الشمال، جيب غابة مورلي وإلى الجنوب، مدينة لورد، تقع المدينة على حدود إقليم البرانيس الأطلسية، بجانب هذا الجيب.

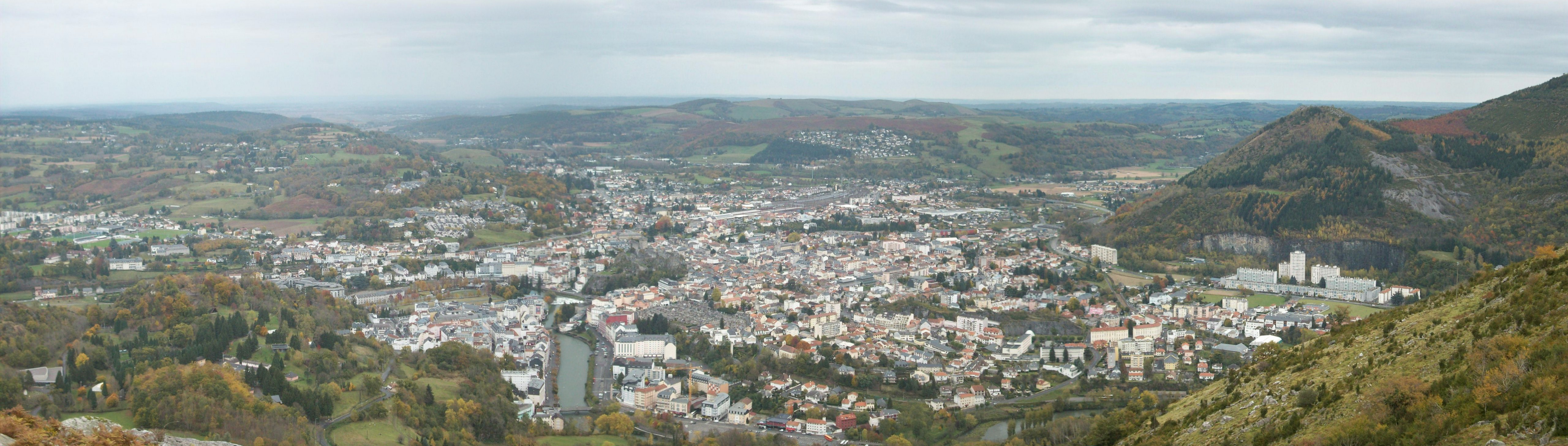
منظر بانورامي للمدينة ومحيطها.

تقع لورد عند سفح جبال البرانس، في منطقة بيغور التاريخية، على ضفاف نهر غاف دي باو [الفرنسية]، جنوب غرب تارب. يقع الحرم في اتجاه الغرب، عند مخرج المدينة باتجاه غاف دي باو.
بنيت المدينة حول نتوء صخري بُنيت القلعة عليه وفي حوض جليدي ناتج عن عمليات الحفر التي قام بهاالنهر الجليدي المسمى أرجيليه-بانيير [الفرنسية] أرجيليه (Argelès) أو غاف دي باو [الفرنسية]، خلال المرحلة الأخيرة من تجلد ورم [الفرنسية] ( 50 000 إلى 12 000 قبل الحاضر)، ثم من خلال وادي غاف نفسه بعد ذوبان النهر الجليدي. وتهيمن على جنوب الحوض كتل صخرية من الحجر الجيري الكارستي، مع بالوعات وتجاويف، في قمة جير وبيوت، يفصل بينهما وادي غاف.
يوجد في عدة أماكن من وسط المدينة علامات لمحاجر حجرية قديمة. تشهد كهوف السراسين وكهوف الذئب في الكتلة الصخرية التي تهيمن على المدينة على هذه الحالة الكارستية الخاضعة للتأثيرات الجليدية.
نجد في الشمال آثارًا لأقصى توسع لهذا النهر الجليدي الذي تباعد بعدة ألسن حول موقع لورد بعد اصطدامه بتضاريس ما قبل الجليدية: كانت بحيرة لورد على وجه الخصوص بأراضيها الرطبة المصنفة ناتورا 2000  بمثابة دعم لتأسيس أشغال علم الطلع الجليدي، بالإضافة إلى أقواس الركام المحيطية التي توفر رواسب صخرية مرئية، باتجاه بيروز في الغرب، وبارتريس إلى الشمال الغربي، وفوق مستنقع السراسين الذي يسيطر على البلدة من الشمال الشرقي باتجاه بورياك مقابل سلسلة الجبال.
تحتل المدينة الآن هذا الحوض الجليدي السابق إلى حد كبير بينما يشكل ملتقى تلاقي بين الوديان المختلفة التي تؤدي إليه. ساهم نهر غاف، من خلال الحفر، في تقسيم هذه المساحة إلى طابقين، طابق البلدة السفلية وهو الحرم، والفنادق والمتاجر التي تحيط بها، وطابق المدينة العليا التي تتموقع فيه مدينة متوسطة الحجم، وهي الثانية من حيث عدد السكان على مستوى الإقليم وتتميز بتدفق سياحي.

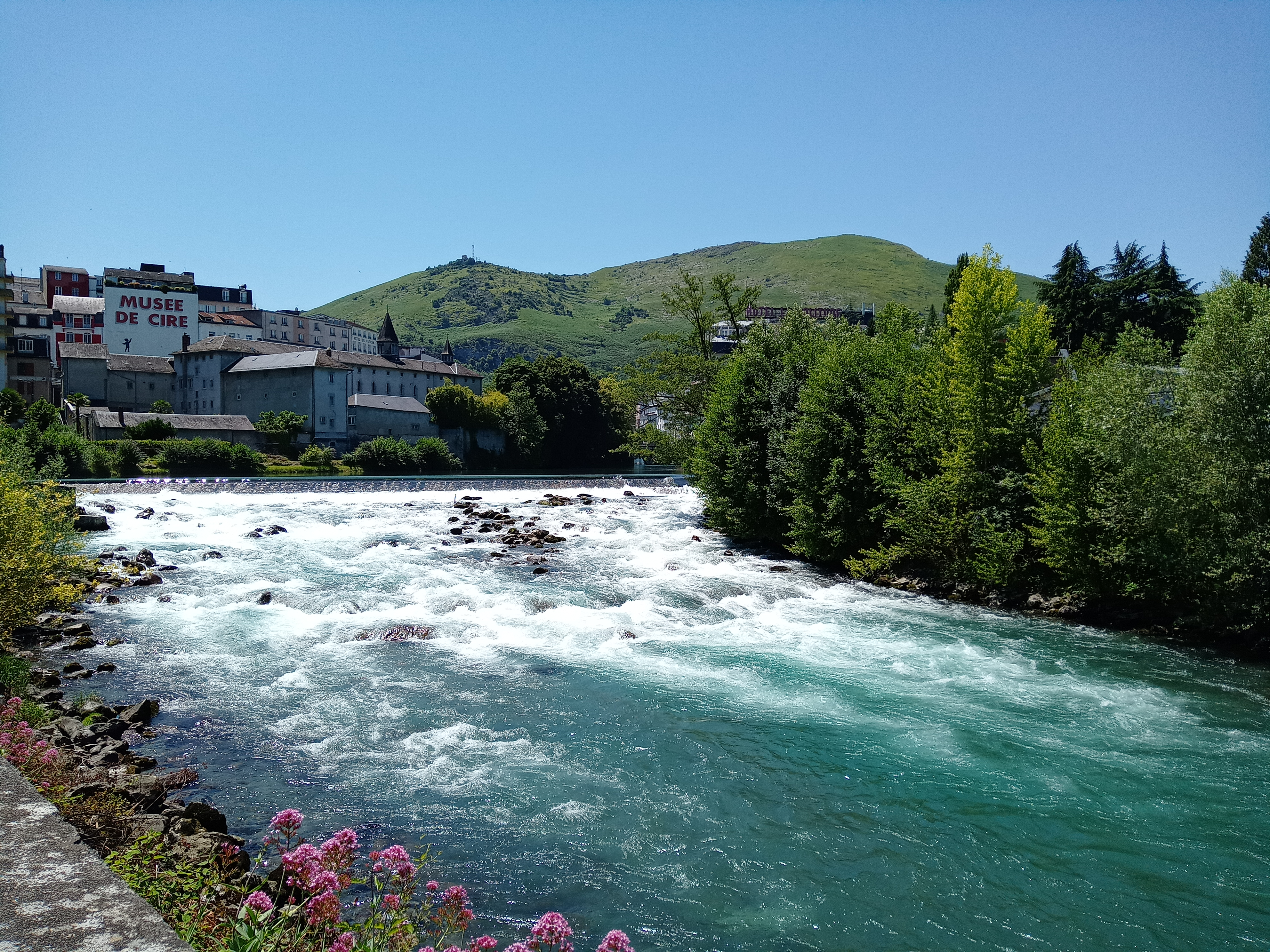
نهر غاف دي باو
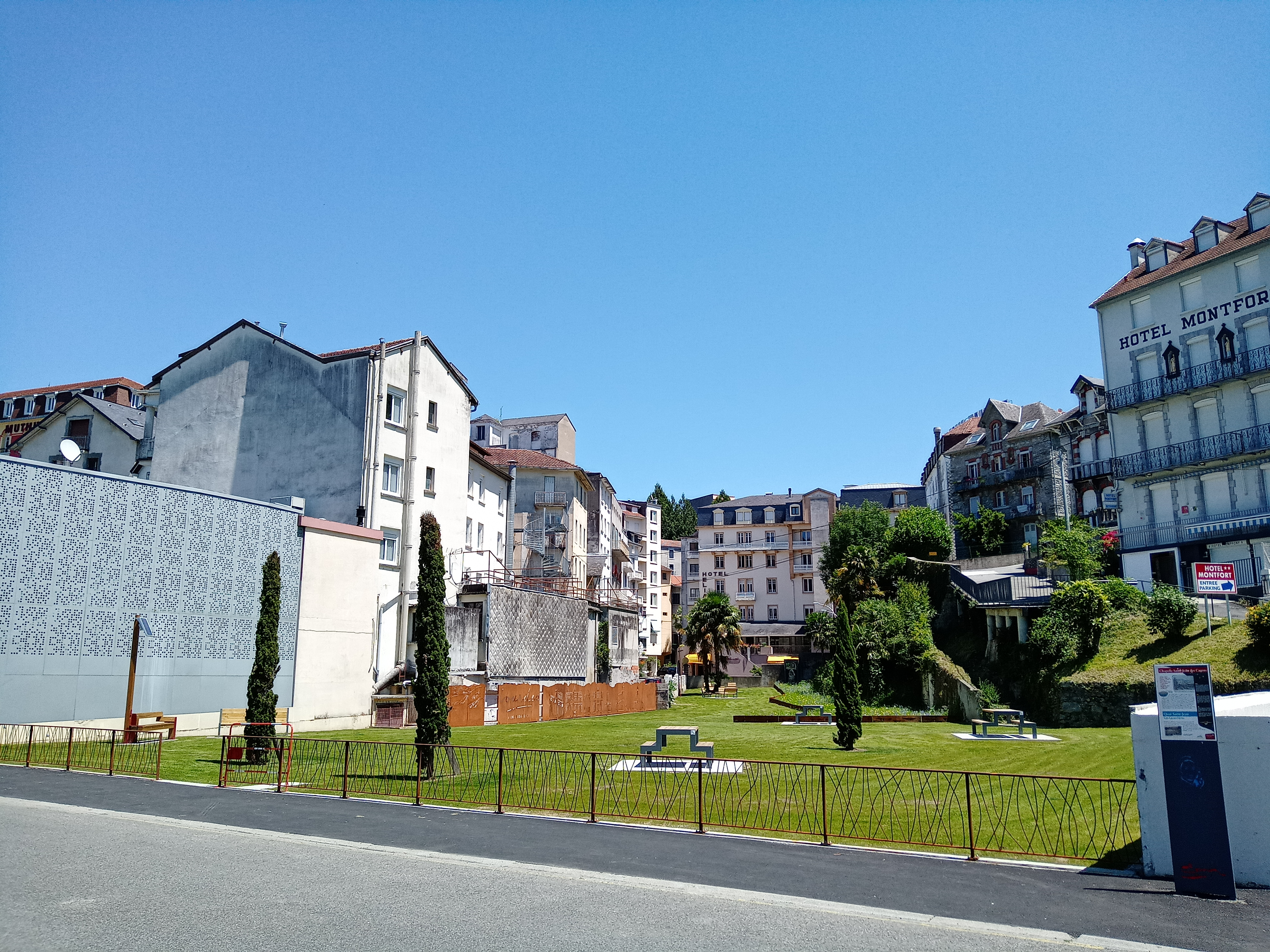
مساحة خضراء جديدة تم إنشاؤها في بداية عام 2020. تقع على يسار جسر سانت ميتشي، خلف مطعم الفندق
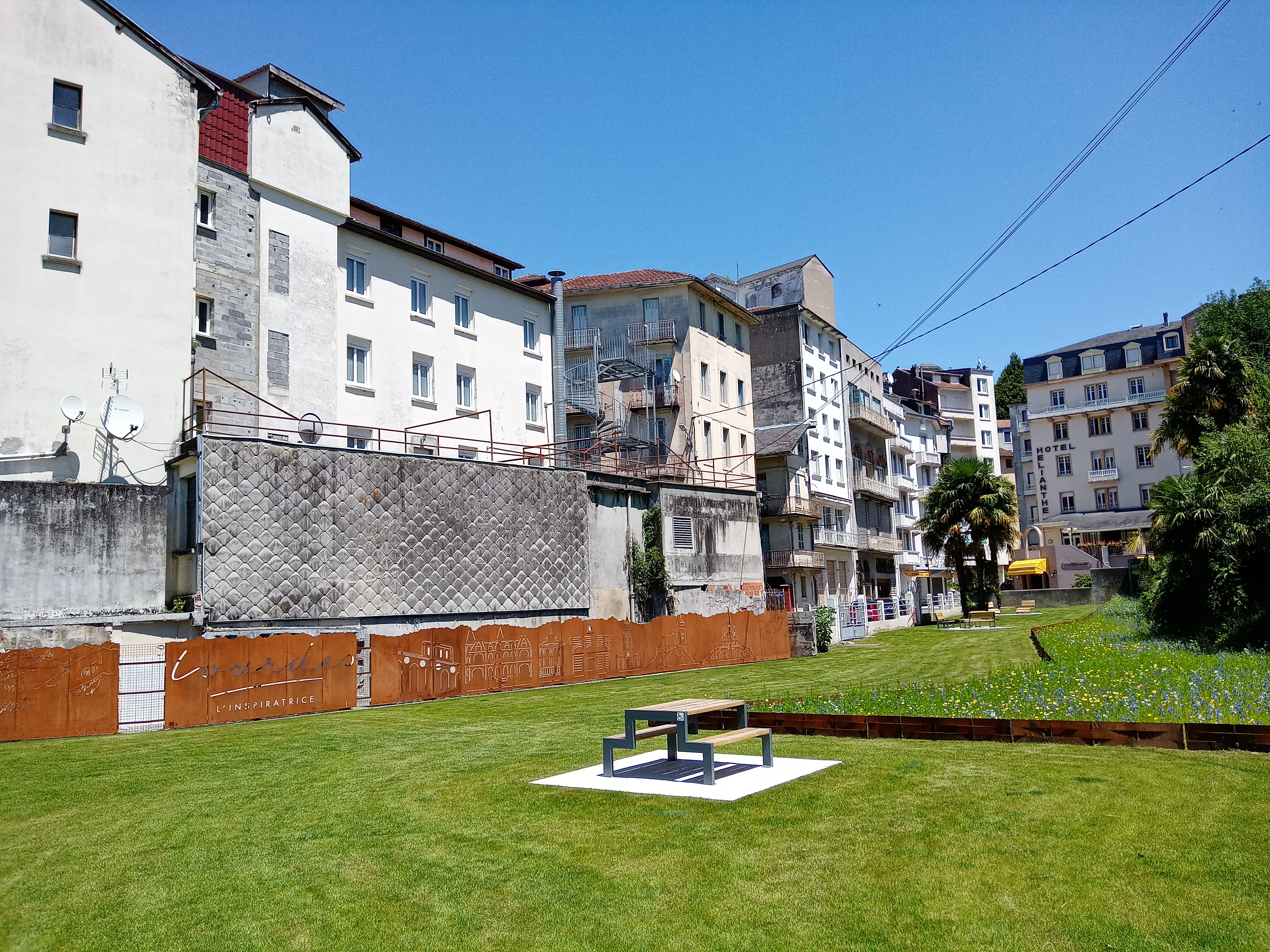
على اليمين ، نُقشت المعالم الرئيسية للمدينة على ألواح حديدية

## التسمية
تعود إحدى أولى الإشارات المعروفة عن لورد إلى عام 983، أثناء تأسيس دير سانت بي، حيث أعطى غارسيا أرنو الجزء الثالث من سوق لورديس (tertiam partem mercati Lurdensis). بعد ذلك لدينا ما بين 1114 و 1130 : lo senhor de Lorda  ؛ ثم 1163-1185 : Petro comiti Bigorrensi in castro de Lorda  ؛ 1216 : castel de Lourda  ؛ حوالي 1250 : al castet de Lorda  ؛ 1682 بلدة لورد  ؛ 1757 لورد  ؛ 1800 - ظهر الجمع لورد فقط في نهاية الثامن عشر.
سجل في وقت مبكر من عام 1698 لورد،oppid. Aquitaniae, Lapurdum ، أو اسم Lapurdum على بايون ( لابورد ) في القرن الحادي عشر وكذلك مدينة لورد. تُقرأ لابوردوم في تعليمات أنطونين المكتوبة في القرن الثالث وعلى وجه التحديد بايون.

### الأصل الأسطوري للاسم
يتضح أصل مدينة لورد بالتأكيد من خلال أسطورة. ومع ذلك، تجدر الإشارة إلى أن هذا يعود إلى عام 1118 فقط. هذا هو تأريخ للراهب الأيرلندي مارفين وأعيد اكتشافه في القرن السابع عشر. لذلك تظل القصة أسطورة وليست نقدية. هنا هذه الأسطورة بما في ذلك العديد من الاختلافات :
أخذت لورد اسمها بالإضافة إلى شعار النبالة الخاص بها من زمن شارلمان : كان ساراسيني يدعى ميرات سيأخذ المدينة ثم عانى من حصار الإمبراطور في 778. في أحد الأيام، طار نسر فوق القلعة ممسكًا في مخالبه سمكة تراوت فضية ضخمة، فجأة جعلها تسقط بين الموريين المحاصرين. رمى ميرات سمك السلمون المرقط فوق الأسوار. اعتقد شارلمان بعد ذلك أن السراسين لديهم ما يكفي من المؤن للحفاظ على الحصار لفترة طويلة وقرروا كسر المعسكر. ومع ذلك، اقترح توربين، أسقف لو بوي أون فيلاي، صفقة على ميرات: يمكنه الاحتفاظ بالمدينة بشرط تسليم السلاح للسيدة العذراء. وافق ميرات، ووضع ذراعيه أمام العذراء السوداء بوي-أون-فيلاي، وقرر أن يأخذ اسم راير ( الوردة باللغة العربية) تكريما لعذراء الورود. القصة مستوحاة من الأسطورة دام كاركاس في كاركاسون.

## التاريخ
في فرنسا وعلى الصعيد الدولي، لورد هي مدينة ماريان بامتياز. وهي مركز عالمي للحج حيث بدأ تاريخها في فبراير 1858. «ومع ذلك، قبل عام 1858، كانت هناك لورد أخرى». لموقع لورد، على ملتقى عدة وديان، الملقب بـ«قفل لافيدان»، تاريخ موثق على نطاق واسع، يغطي جميع الفترات من العصر الحجري القديم إلى يومنا هذا، والذي تعد معرفته أمرًا ضروريًا لقطاع البيرينيه هذا.

### عصور ما قبل التاريخ

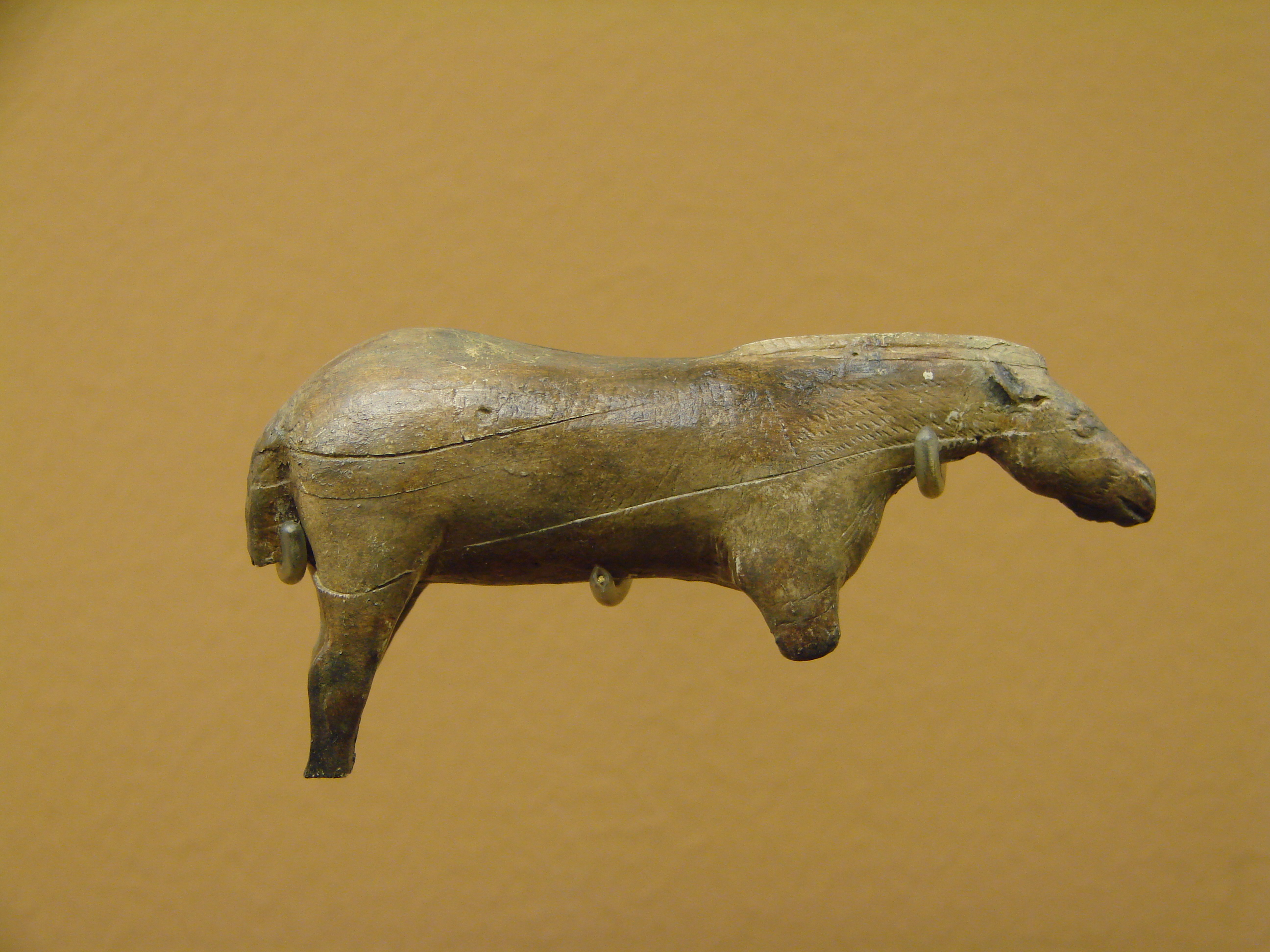
حصان لورد.

يقع موقع لورد في مكان مناسب بين عدة وديان، وقد كان مأهولًا بالسكان منذ عصور ما قبل التاريخ، حيث اكتشفت آثار الاستيطان(1)، من بين أشياء أخرى، في كهف ايسبيليغ [الفرنسية]. أرخ المتحف الأثري الوطني «حصان لورد»، وهو تمثال 7,3 سم منحوت من عاج الماموث، إلى ما قبل 13 000 سنة قبل الميلاد، أي الفترة من العصر المغدلي [الإنجليزية] إلى العصر الحجري القديم العلوي.

## توأمة
للورد (فرنسا) اتفاقيات توأمة مع كل من:
- Mariazell [الإنجليزية]‏
- آلتوتينغ
- فاطمة
- لوريتو (ماركي)
- تشيستوخوفا
- شايان

## أعلام
- بيير بيرنبوم
- برناديت سوبيروس

## الهوامش
- 1: يتضمن ذلك الأدوات والمجوهرات والقطع الخزفية والقبور.